# .gf
.gf là tên miền Internet cấp cao nhất dành cho quốc gia (ccTLD) của Guiana thuộc Pháp. Nó thuộc quyền quản lý của ISP Net Plus, nhưng các trang của nó dường như không có thông tin gì về làm thế nào để đăng ký tên miền, và rất ít được sử dụng.